# Съвсем Нов завет
„Съвсем Нов завет“ (на френски: Le Tout Nouveau Testament) е фентъзи комедия от 2015 г. на режисьора Жако Ван Дормал по негов сценарий в съавторство с Томас Гунциг. Премиерата е на 17 май 2015 г. на кинофестивала в Кан. Филмът излиза по кината в Белгия на 1 септември 2015 г., а в България на 29 януари 2016 г.
В центъра на сюжета е дребнаво злонамерен Бог Отец в съвременен Брюксел и неговата малка дъщеря, която напуска дома си, за да търси своите 12 апостоли, които открива измежду различни самотници в града. Главните роли се изпълняват от Пили Гроан, Беноа Пулворд, Йоланд Моро, Ромен Желен.

## Награди и номинации
| Категория                                        | Номиниран(и)                                     | Резултат                                         |
| Европейски филмови награди (12 декември 2015 г.) | Европейски филмови награди (12 декември 2015 г.) | Европейски филмови награди (12 декември 2015 г.) |
| ------------------------------------------------ | ------------------------------------------------ | ------------------------------------------------ |
| Най-добри декори                                 | Най-добри декори                                 | награда                                          |
| Най-добра комедия                                | Най-добра комедия                                | номинация                                        |
| Златен глобус (10 януари 2016 г.)                |                                                  |                                                  |
| Най-добър чуждестранен филм                      | Най-добър чуждестранен филм                      | номинация                                        |
| Сателит (21 февруари 2016 г.)                    |                                                  |                                                  |
| Най-добър чуждоезичен филм                       | Най-добър чуждоезичен филм                       | номинация                                        |